# 福島交通小野出張所
福島交通小野出張所（ふくしまこうつうおのしゅっちょうじょ）とは、福島県田村郡小野町谷津作に設置されている福島交通バス出張所である。小野町・田村市・平田村・石川町・郡山市地区の路線バスを担当している。最寄バス停名は「小野営業所」である。

## 概要
- 所在している田村郡小野町が福島運輸支局いわき自動車検査登録事務所管轄地区のため、所属車両のナンバーは「いわき」となっている。

## 現行路線

### 小野駅前線　柳橋線
- 小野駅前[1] - 小野営業所 - 小野荒町 - おのショッピングセンター - 飯豊局前 - 浮金 - 池の坂 - 高谷入口 - 安積高校御舘校 - 中津川 - 中田行政センター - 出店 - 倉屋敷 - 大平入口 - 方八町二丁目 - 郡山駅前[2]
- 高谷入口 - 中津川 - 中田行政センター - 出店 - 倉屋敷 - 大平入口 - 方八町二丁目 - 郡山駅前

### 小平線
- 小野本町 - 小野営業所 - 小野駅前 - 阿勢婦 - 諏訪神社 - 下鴇子[3] - 平田村役場前 - 北方 - 小平小学校 - 後川

### 小野新町駅・石川駅線
- 小野駅前 - 小野営業所 - 小野高校前 - 宿後 - 町営住宅前 - 雁股田 - 山田 - 清水内 - 上蓬田  - 蓬田農協前 - 草場 - 母畑レークサイド - 中の湯 - 天狗の入り - 新町四ツ角 - 石川荒町 - 石川駅前[4][5][6]

## 出張所附近の施設など
- 福島県道19号船引大越小野線
- 小野新町駅
- 国道349号
- 夏井川
- リカちゃんキャッスル
- 大東銀行小野支店
- 東邦銀行小野支店
- 郡山信用金庫小野町支店
- ミニストップ小野新町店
- セブン-イレブン福島小野町店
- 伏見稲荷神社
- 小町簡易郵便局
- ふるさと文化の館図書館
- 小野インターチェンジ

小野新町駅#駅周辺も参照

## 参考資料
- 福島交通バス時刻表郡山管内
- 福島交通バス時刻表船引・小野管内
- 運賃表（販売用）
- バス路線案内県南版
  - いずれも2014年4月現在